# Ösels krets

Ösels krets läge i guvernementet Livland.

Ösels krets (estniska: Saaremaa kreis, ryska: Эзельский уезд) eller Arensburgs krets (estniska: Kuressaare kreis, tyska: Arenburgischer Kreis, ryska: Аренсбургский уезд), var en av nio kretsar som guvernementet Livland i Kejsardömet Ryssland var indelat i. Den var belägen i den nordvästra delen av guvernementet, ett område som idag utgör landskapet Saaremaa (Ösel) i västra Estland. Huvudort var Kuressaare (tyska: Arensburg).

## Socknar
- Anseküla socken
- Jaani socken
- Jämaja socken
- Kaarma socken
- Karja socken
- Kihelkonna socken
- Kärla socken
- Moons socken
- Mustjala socken
- Pöide socken
- Püha socken
- Runö socken
- Valjala socken